# 朝倉景行
朝倉景行（あさくら かげゆき，？—1573年（天正元年））戰國時代武將。朝倉氏家臣。土佐守。越前北之庄城主。

## 生平
朝倉景行乃是越前國朝倉家的一門眾，父親是朝倉景範。織田信長曾經在永祿11年（1568年）命令主君朝倉義景跟著他保護將軍義昭上洛時，進言反對，因此朝倉義景沒有參加上洛之戰。
元龜元年（1570年）4月，信長發兵進攻越前國，在攻陷手筒山城後，朝倉義景為防備織田軍的後續進攻，朝倉景行率2000人跟隨朝倉義景從一乘谷城出陣。（金崎之戰）
天正元年（1573年）時，朝倉義景為救援淺井長政而出兵北近江，卻反遭織田信長擊敗重挫，朝倉軍在刀根坂大敗，朝倉景行在混戰中被討死（一乘谷城之戰），朝倉氏滅亡後，原屬朝倉景行的北之庄城，被信長加封給了溝江長逸。